# Lauren London

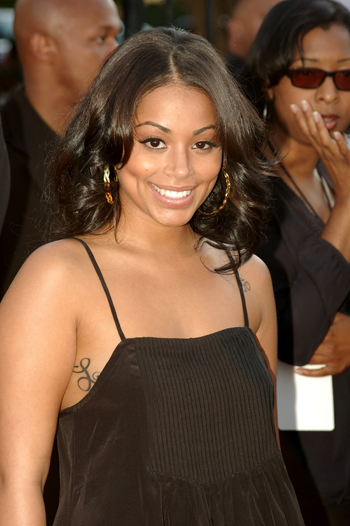
Lauren London bei den BET Hip Hop Awards in Atlanta im Oktober 2007.

Lauren Nicole London (* 5. Dezember 1984 in Los Angeles, Kalifornien) ist eine US-amerikanische Schauspielerin.

## Leben und Karriere
Lauren London wurde in Los Angeles als Tochter einer Afroamerikanerin und eines Juden geboren. Sie wurde in ihrer Highschool-Zeit eine Zeit lang zu Hause unterrichtet.
London begann ihre Karriere als Darstellerin in diversen Musikvideos, unter anderem von Snoop Dogg, Tyrese Gibson, Ludacris und Pharrell Williams. Ihren ersten Auftritt in einer Serie hatte sie 2006 in einer Folge der Serie Alle hassen Chris. Im Jahr 2007 war sie für zwei Folgen in Entourage zu Gast. Des Weiteren hatte sie zwischen 2008 und 2009 insgesamt drei Auftritte als Christina Worthy in der The-CW-Serie 90210. Es folgten die Filme Next Day Air und I Love You, Beth Cooper im Jahr 2009. 2011 absolvierte sie einen Auftritt in Reed Between the Lines. Zwischen 2011 und 2012 war sie für vier Folgen in Single Ladies zu sehen. Von 2013 bis 2015 hatte London ihre erste Hauptrolle als Keira Whitaker in der BET-Serie The Game inne.
London war eine Zeit lang mit Neef Buck, einem Mitglied der Band Young Gunz, liiert. Danach hatte sie eine Beziehung mit dem Rapper Lil Wayne, welche im Januar 2009 endete. Im September 2009 brachte sie den gemeinsamen Sohn zur Welt.

## Filmografie (Auswahl)
Fernsehen
- 2006: Alle hassen Chris (Everybody hates Chris, Fernsehserie, Folge 1x17)
- 2007: Entourage (Fernsehserie, 2 Folgen)
- 2008–2009: 90210 (Fernsehserie, 3 Folgen)
- 2011: Reed Between the Lines (Fernsehserie, Folge 1x07)
- 2011–2012: Single Ladies (Fernsehserie, 4 Folgen)
- 2013–2015: The Game (Fernsehserie, 44 Folgen)
- 2017: Rebel (Fernsehserie, Folge 1x03)
- 2018: Poinsettias for Christmas (Fernsehfilm)
- 2019–2021: Games People Play (Fernsehserie, 11 Folgen)
- 2021: True Story (Fernsehserie, 7 Folgen)

Film
- 2006: ATL
- 2007: This Christmas
- 2009: Lieferung mit Hindernissen – Killer Frei Haus (Next Day Air)
- 2009: I Love You, Beth Cooper
- 2011: Madea's Big Happy Family
- 2013: Liebe im Gepäck (Baggage Claim)
- 2016: The Perfect Match
- 2020: Always and Forever
- 2021: Tom Clancy’s Gnadenlos (Tom Clancy's Without Remorse)
- 2023: You People (Netflix)

Musikvideos
- Frontin – Pharrell Williams feat. Jay-Z
- Stand Up – Ludacris feat. Shawnna
- Drop It Like It’s Hot – Snoop Dogg feat. Pharrell Williams
- Set it Off – Young Gunz feat. Swizz Beatz
- That Girl – Pharrell Williams feat. Charlie Wilson und Snoop Dogg
- Drivin’ Me Wild – Common feat. Lily Allen
- Miss Independent – Ne-Yo
- Scare Me – Major Lazer
- Signs of Love Makin’ – Tyrese Gibson
- Double Up – Nipsey Hussle feat. Belly und Dom Kennedy